# Leptadrillia cinereopellis
Leptadrillia cinereopellis é uma espécie de gastrópode do gênero Leptadrillia, pertencente a família Drilliidae.